# Samba Traoré
Pour plus de détails, voir Fiche technique et Distribution.
Samba Traoré est un film dramatique burkinabè réalisé par Idrissa Ouedraogo en 1992. 
Le film retrace l'histoire du jeune Bakary Sangaré alias Samba Traoré qui organise une attaque à main armée avec son ami dans une station service de la capitale  du Burkina Faso, Ouagadougou.

## Synopsis
Un soir la ville de Ouagadougou  est troublée par des coups de feu : il y a eu un braquage à Faso Oïl. Un des bandits est abattu, mais le butin est emporté par le second. Les braqueurs sont  Samba et son ami. Recherché, Samba quitte la ville et il prend un taxi-brousse pour son village, qui est assez reculé. Les policiers procèdent à l’enquête mais Samba reste introuvable en ville et dans les environs. Samba arrive de la grande ville, les poches remplies d'argent. Très vite le train de vie Samba commence à semer le doute dans le village et dans son entourage. La fortune de Samba est douteuse. Il essaie de se confier à son ami Salif, mais la peur et le doute l’en empêche. Pendant ce temps la police continue leurs investigations mais Samba semble s’être envoler. La situation géographique de son village fait qu’il reste insaisissable pendant plus d’une année. Il se marie à  Saratou et ouvre le tout premier bar de son village avec Salif. Samba semble être le symbole du bon fils. Mais les choses se compliquent lorsque sa femme enceinte doit accoucher à la ville.  Samba de peur d’être reconnu en ville l’abandonne en cours de route. Son père qui n’avait plus confiance en son fils décide de fouiller sa maison. Il tombe sur la mallette contenant de l'argent  et se remémore les evenements de l'année écoulée: les bœufs offerts au village, sa maison, le bar, son train de vie, tout pense à croire à l'origine criminelle de l'argent. Ce dernier met alors  le feu à la maison de son fils. Samba se retrouve seul, ses parents le rejettent, son ami et la belle Saratou aussi pour les avoir abandonnés. Prisonnier dans son village où plus personne ne lui adresse la parole. Il subit en avance le châtiment de son peuple avant celui de la justice. Par l’entremise de Binta, son ami et sa femme, les autres lui pardonne. Mais au même moment, en ville, un ex petit ami de Saratou: Ismaël dénonce Samba moyennant une récompense. Les policiers débarquent sous les rôniers, Salif donne l’alerte à Samba. Il s’ensuit une course poursuite. Dans la foulée un des policiers ouvre le feu, Salif touché, tombe. Samba revient sur ses pas pour assister son ami. Menotté, il est emporté dans le pick-up de la police, sous le regard hagard de la foule et de sa famille.

## Fiche technique
- Titre : Samba Traoré
- Réalisation : Idrissa Ouedraogo
- Scénario : Idrissa Ouedraogo, Santiago Amigorena et Jacques Arhex
- Production : Idrissa Ouedraogo
- Société de production : Les films de la plaine, les films de l'avenir, Les films A2 et Waka films
- Distribution : New Yorker Films (U.S)
- Décors : Yves Brover
- Costumes : Oumou Sy
- Photographie : Pierre-Laurent Chénieux et Mathieu Vadepied
- Montage : Joelle Dufour
- Musique : Faton Cahen,Wasis Diop et Lamine Konté
- Pays d'origine :  Burkina Faso,  France et  Suisse
- Langue : Dioula
- Sous-titrage : français
- Genre : drame
- Date de sortie : 1992

## Distribution
- Bakary Sangaré : Samba Traoré.
- Mariam Kaba :  Saratou (femme de Samba).
- Abdoulaye Komboudri :  Salif (ami de Samba).
- Irène Tassembedo : Binta (femme de Salif).
- Moumouni Campaoré : Ali (fils de Saratou).
- Sibidou Ouédraogo: Awa (tante de Saratou).
- Hippolyte Wangrawa : Ismaël (ex peti-ami de Saratou).
- Mady Dermé : Joseph Traoré (gérant du bar de Samba).
- Krin Casimir Traoré : Seydou (père de Samba).
- Firmine Coulibaly : Koro (mère de Samba).

## Production
Ce long métrage est un défi pour Idrissa Ouedraogo, il choisit  de dévoiler l'identité du criminel dès la première séquence. Le téléspectateur devient alors un témoin privilégié avec le réalisateur et son attention se fixe sur le déroulement de l'enquête. L'enquête est menée en parallèle par les villageois mais aussi les policiers. L'auteur rend réaliste son film à travers le choix des acteurs, alliant ainsi le comique avec Abdoulaye Komboudri au tragique lié à Bakary Sangaré. 

### Tournage
Le réalisateur décide de tourner son film dans sa ville natale  Banfora , région des Cascades au Burkina Faso. Il se sert ainsi du décor naturel de la zone,(cascades,  rôniers ) pour donner un film atypique et original pour son époque. Le polar étant assez rare dans la filmographie des années 90. Malgré le peu de ressources, le film est bien reçu au Burkina Faso et à l'international. Le sous-titrage du film a été repris en anglais et en espagnol.

## Accueil

### Réception critique
Samba Traoré reçoit une critique favorable vis-à-vis du public. Ses œuvres par leurs esthétiques et leurs fondements critiques réalistes constituent un vaste champ d'étude pour les universitaires. Le film fait partie d’un numéro thématique : les médiations culturelles, actes des journées de Lyon.
En 2019 un colloque est organisé en hommage au réalisateur disparu pour revisiter ses œuvres. L'universitaire Hadja Maimouna Niang revient sur l'engagement du réalisateur à défendre certains thèmes qui minent toujours l'Afrique.

## Distinctions
- Tanit d’Argent aux Journées cinématographiques de Carthage en Tunisie en 1992[5].
- Ours d'argent au Festival international du film de Berlin en Allemagne en 1993[6].